# Sanya Phoenix International Airport
Sanya Phoenix International Airport (kinesiska: Sānyà Fènghuáng Guójì Jīcháng, 三亚凤凰国际机场) är en flygplats i Kina. Den ligger i prefekturen Sanya Shi och provinsen Hainan, i den södra delen av landet, omkring 220 kilometer sydväst om provinshuvudstaden Haikou.
Närmaste större samhälle är Sanya, 11,8 km sydost om Sanya Phoenix International Airport. 
Genomsnittlig årsnederbörd är 2 032 millimeter. Den regnigaste månaden är juli, med i genomsnitt 343 mm nederbörd, och den torraste är januari, med 15 mm nederbörd.